# Интерскоуп Рекърдс
„Интерскоуп Рекърдс“ е американска звукозаписна компания, собственост на Юнивърсъл Мюзик Груп, основана през 1990 г. Седалището ѝ се намира в Санта Моника, Калифорния, а до днес издава албумите на повече от 146 изпълнители, сред които Мадона и Лейди Гага.